# Vectori și valori proprii

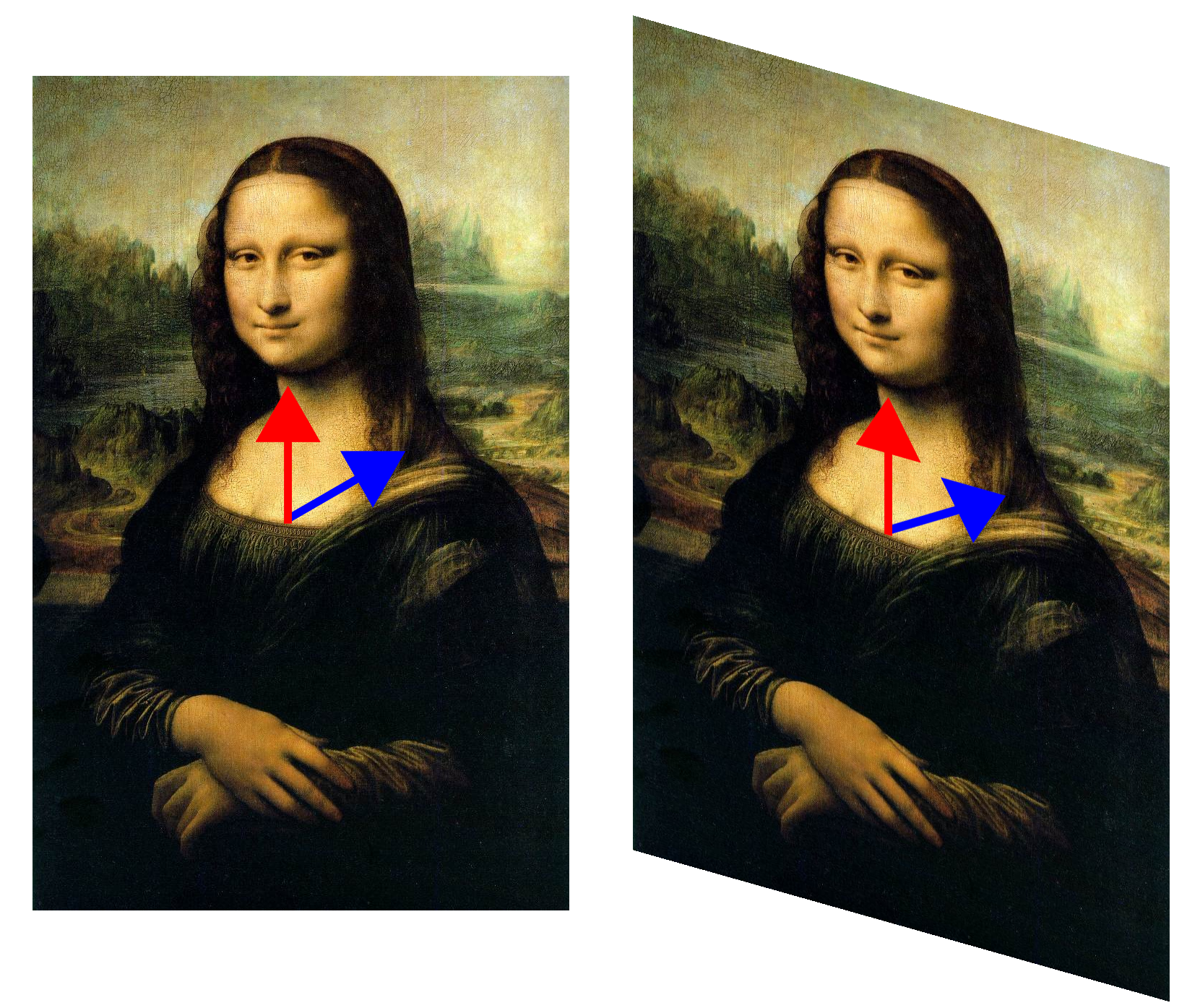
În fotografia alăturată (O transformare liniară asupra lui, arătată prin efectul ei asupra unei imagini (stânga - imaginea originală (Mona Lisa), dreapta - imaginea transformată). Vectorul marcat cu săgeata roșie este un vector propriu al transformării, deoarece direcția lui este păstrată de transformare. Deoarece lungimea lui nu se modifică, valoarea proprie asociată este 1. Orice vector având aceeași direcție este de asemenea nemodificat. Ceilalți vectori, de exemplu cel marcat cu albastru, sunt modificați de transformare, deci nu sunt vectori proprii.

În matematică, un vector propriu al unei transformări liniare pe un spațiu vectorial este un vector nenul a cărui direcție rămâne neschimbată de către acea transformare. Factorul prin care mărimea vectorului este scalată se numește valoare proprie a acelui vector.
Mulțimea vectorilor proprii ce au asociată aceeași valoare proprie constituie un subspațiu vectorial al spațiului transformării, numit spațiu propriu al transformării, asociat valorii proprii respective.
Deseori, o transformare este descrisă complet cu ajutorul vectorilor și valorilor sale proprii.
Aceste concepte au un rol major în mai multe ramuri ale matematicii pure și a celei aplicate. Ele apar în special în algebra liniară, în analiza funcțională și în diverse situații neliniare.
Vectorii proprii ai unei matrice sau ai unui operator diferențial au adesea semnificație fizică importantă în matematica aplicată și în fizică. În mecanica clasică, vectorii proprii ai ecuațiilor de traiectorie corespund în mod obișnuit modurilor naturale de vibrație a unui corp, iar valorile proprii frecvențelor de vibrație respective. În mecanica cuantică operatorii corespund variabilelor observabile; vectorii proprii mai sunt numiți și stări proprii, iar valorile proprii ale operatorului reprezintă acele valori ale respectivei variabile care au probabilitate nenulă de apariție.

## Definiție
Fie A o matrice cu coeficienți complecși, de dimensiune n x n, matricea unei transformări liniare. Un vector x nenul de dimensiune n x 1 (un vector = coloană) se numește vector propriu pentru transformarea liniară dacă există un scalar λ astfel încât:
{\displaystyle Ax=\lambda x}
Scalarul λ se numește valoare proprie a transformării liniare A corespondentă vectorului propriu x.

## Exemplu
Pentru o matrice diagonală (adică o matrice pătrată care are toate elementele din afara diagonalei principale nule - cele de pe diagonala principală pot sau nu să fie nule), valorile proprii sunt numerele de pe diagonala principală, iar vectorii proprii sunt chiar vectorii componenți ai bazei canonice (și corespund fiecărei coloane în parte). Să considerăm matricea următoare:
{\displaystyle A={\begin{bmatrix}3&0\\0&0.5\end{bmatrix}}}
Transformarea descrisă de matricea de mai sus denaturează (întinde) fiecare vector din spațiul bidimensional astfel: dimensiunea pe direcția x a unui vector crește de 3 ori, iar dimensiunea pe direcția y se înjumătățește.
- Valorile proprii ale matricii sunt 3 și 0.5.
- Vectorii proprii ce corespund valorii proprii 3 sunt orice vectori multipli ai vectorului [1, 0] ([1, 0] e vectorul din baza canonică). Toți acești vectori proprii (o infinitate) constituie subspațiul propriu corespunzător valorii proprii 3.
- Vectorii proprii ce corespund valorii proprii 0.5 sunt orice vectori multipli ai vectorului [0, 1] ([0, 1] e vectorul din baza canonică). Toți acești vectorii proprii (o infinitate) constituie subspațiul propriu corespunzător valorii proprii 0.5.
- Pe de altă parte, orice alt vector din spațiul bidimensional, să zicem [2, 8], își va schimba direcția originală, nu doar dimensiunea. Iată cum: unghiul format de vectorul [2, 8] cu axa de referință Ox are tangenta 4 (8 : 2 = 4). Însă, după ce i se aplică matricea de transformare, va fi transformat în [6, 4], tangenta unghiului fiind acum de 2/3!

{\displaystyle {\begin{bmatrix}3&0\\0&0.5\end{bmatrix}}\cdot {\begin{bmatrix}2\\8\end{bmatrix}}={\begin{bmatrix}6\\4\end{bmatrix}}}
Așadar [2, 8] nu este un vector propriu al transformării A, direcția lui nu rămâne neschimbată.